# أنتوني راسيل (مغني)
أنتوني راسيل (بالإنجليزية: Anthony Russell)‏ هو مغني أمريكي، ولد في 1980 في تكساس في الولايات المتحدة.